# Cristián Bustos Mancilla
Cristián Bustos Mancilla (Santiago de Chile, 6 de octubre de 1965) es un deportista chileno que compitió en triatlón, subcampeón mundial de Ironman en 1992.

## Carrera profesional

### Comienzos
Cristián Bustos ya era un atleta formado con buenos logros en el ámbito del atletismo, cuando comenzó en el triatlón en 1984, mismo año en que se inicia dicha disciplina en Chile. En su primer triatlón, realizado en la Laguna Carén, salió tercero; al año siguiente ganó el Triatlón de Viña del Mar. Para buscar una mejor preparación, comenzó a participar en diversas competiciones de maratón, ganando la primera maratón organizada en Santiago por Química Hoechst, en abril de 1987, y de igual forma se preparó para la Vuelta Ciclística de Chile.
Participó en ocho ocasiones el Mundial de Ironman de Hawái entre los años 1989 y 2005, obteniendo una medalla de plata en 1992 con un tiempo de 8 horas, 16 minutos y 29 segundos.

### Accidente en Argentina
El 23 de enero del año 1994, sufrió un grave accidente cuando participaba en una competencia en la ciudad argentina de La Paz; en la prueba del ciclismo, un jeep de la prensa argentina que transitaba cerca suyo lo atropelló, causándole graves lesiones que incluso pudieron llevarlo a la muerte. Todos los medios deportivos pensaron en el retiro de Cristián Bustos, pero él continuó recuperándose, y se sometió a una extenuante y difícil rehabilitación. Pese a todos los pronósticos desfavorables, volvió a competir alcanzando un octavo puesto en Europa, y un sexto lugar en Hawái el año siguiente (1995), con un tiempo de 8:33:29. Por tales logros obtuvo el premio al mejor regreso del año otorgado por la Endurance Sports Award.

### Regreso y retiro
En 2001, luego del Medio Ironman de Pucón, Bustos decidió retirarse del triatlón, pero en 2003 reapareció obteniendo un cuarto lugar en Pucón y Brasil. Así siguió ganar varios triatlones en la disciplina olímpica y de velocidad en el Circuito de Chile. En 2004 obtuvo segundo lugar en el Ironman de Corea, tercero lugar en el Ironman de Brasilia y tercero en el Ironman 70.3 de Pucón.
En octubre de 2005, se retiró del Ironman de Hawái en el kilómetro 16 de la carrera a pie, ya que la lesión que arrastraba desde su accidente no le permitió seguir en la carrera, por lo que decidió comenzar a preparar su retiro oficial del triatlón profesional, que finalmente ocurrió en enero de 2006, despidiéndose en su propio país, corriendo el Ironman 70.3 de Pucón, llevado a cabo el 22 de enero de ese año, donde obtuvo el octavo lugar. Posteriormente a su segundo retiro, se dedicó a entrenar atletas en su reciente club deportivo conocido como Team Cristian Bustos. También inició una empresa de alimentos con su nombre, que posteriormente vendió.
Sin embargo, en enero de 2008, Bustos anuncia su tercer regreso al triatlón, corriendo fechas del circuito nacional de desciplina de velocidad. También participó, con 44 años, en el Ironman 70.3 de Pucón, realizado el 24 de enero de 2010, donde obtuvo un meritorio 19.º lugar.

## Reconocimientos

### Palmarés internacionales
| Campeonato Mundial | Campeonato Mundial     | Campeonato Mundial | Campeonato Mundial |
| Año                | Lugar                  | Medalla            | Prueba             |
| ------------------ | ---------------------- | ------------------ | ------------------ |
| 1992               | Hawái (Estados Unidos) | Medalla de plata   | Individual         |

Otros resultadosː
- Medalla de oro en el Ironman de Brasil de 1989
- Medalla de oro en el Ironman de Alemania de 1993
- Medalla de oro en el Ironman de Canadá de 1998
- Medalla de plata en el Ironman de Corea del Sur de 2004
- Medalla de bronce en el Ironman de Brasil de 2005

### Distinciones
- Premio al mejor deportista de Chile por el Círculo de Periodistas Deportivos en 1989.[10]
- Premio al «Mejor regreso del año», por la Endurance Sports Award en 1995.[5]